# Pectodens zhenyuensis
Pectodens zhenyuensis è un rettile estinto, probabilmente appartenente ai protorosauri. Visse nel Triassico medio (Anisico, circa 243 milioni di anni fa) e i suoi resti fossili sono stati ritrovati in Cina.Descrizione

## Descrizione
Questo animale era di piccole dimensioni e la lunghezza doveva essere di circa 40 centimetri. Possedeva un corpo gracile, una lunga coda e un collo sottile e allungato. Le fauci erano dotate di numerosi denti conici che formavano una dentatura simile a un pettine lungo il margine delle mascelle. Erano presenti dieci denti premascellari e vi erano anche denti palatali almeno sulle ossa pterigoidi. La regione temporale era corta. Le vertebre cervicali erano 10-12 e la loro forma era allungata, con costole dotate di un processo anteriore e una proiezione posteriore lunga, che si estendeva parallela al collo e connetteva almeno due articolazioni intervertebrali. Le vertebre dorsali (in numero compreso tra 11 e 13) erano dotate di processi traversi che terminavano in faccette articolari subcircolari per le costole. Le vertebre sacrali erano due, mentre le vertebre caudali erano 41. La tibia era lunga quanto il femore, o forse leggermente più lunga.

## Classificazione
Pectodens zhenyuensis venne descritto per la prima volta nel 2017, sulla base di un esemplare quasi completo ritrovato nella formazione Guanling, nella regione di Luoping della provincia di Yunnan in Cina. I fossili indicano che questo animale era probabilmente appartenente ai protorosauri, un gruppo di rettili dal collo allungato tipici del Triassico e del Permiano superiore. Non è chiaro quali fossero le affinità di Pectodens all'interno del gruppo.

## Paleobiologia
Le lunghe zampe snelle armate di artigli di Pectodens indicano che questo animale era di abitudini terrestri; Pectodens è il primo rettile terrestre proveniente dalla formazione Guanling.